# (33850) 2000 HT26
2000 HT26 (asteroide 33850) é um asteroide da cintura principal. Possui uma excentricidade de 0.24342150 e uma inclinação de 13.72988º.
Este asteroide foi descoberto no dia 24 de abril de 2000 por LONEOS em Anderson Mesa.